# 滇川乌头
滇川乌头（学名：Aconitum wardii），为毛茛科乌头属下的一个植物种。